# Koperník (kráter na Měsíci)

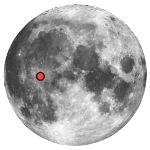
Poloha kráteru Koperník na přivrácené straně Měsíce.

Koperník (mezinárodně Copernicus) je velký impaktní kráter nacházející se v oblasti Mare Insularum (Moře ostrovů) blízko centrální části přivrácené polokoule Měsíce. Má průměr měřený od hřebenů okrajových valů 93 kilometrů.  Okrajový val je přibližně šestiúhelníkového tvaru. Ploché dno kráteru má průměr 55 km. Jeho absolutní stáří (782 milionů let) se podařilo zjistit na základě radiometrického datování vzorků z mise Apollo 12, u nichž se předpokládá, že pocházejí z kráteru Koperník. 

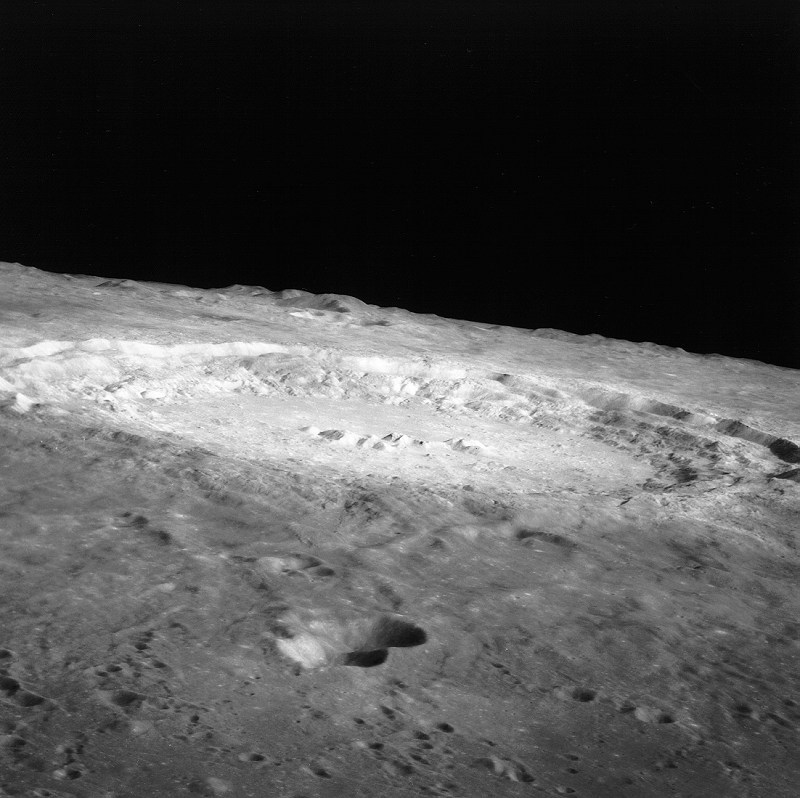
Kráter Koperník vyfotografovaný z orbity během mise Apollo 12. Nepravidelný útvar v popředí je atypický kráter Fauth.

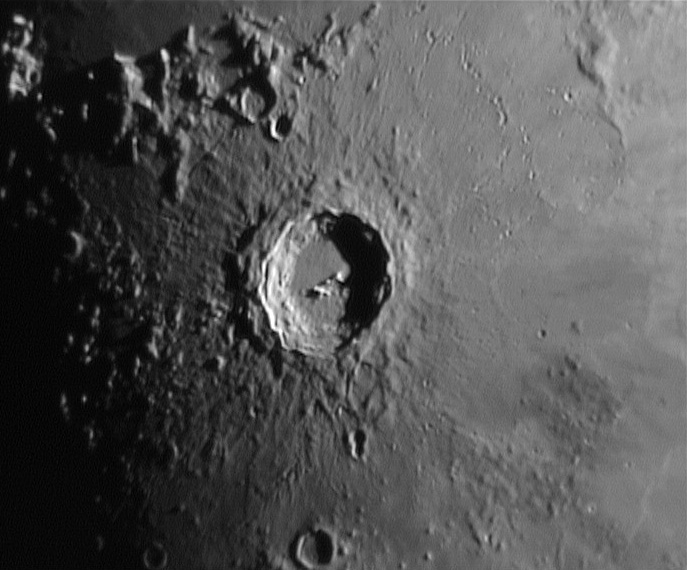
Kráter Koperník.

Je to jeden z nejlépe zachovalých představitelů tzv. komplexních kráterů a zároveň centrum světlých paprsků. Severně od něj leží horské štíty pohoří Montes Carpatus (Karpaty).
Od centra kráteru se rozbíhají sekundární krátery vzniklé dopadem materiálu vyvrženého z primárního kráteru. Velikost impaktoru se odhaduje na přibližně 8 kilometrů. Kráter byl pojmenován podle polského astronoma Mikuláše Koperníka.

## Vzhled
Průměr kráteru je 93 km, po obvodu se nachází stupňovité valy široké přibližně 40 km a vystupují do výšky 900 m nad okolní krajinu. Vnější stěny valů stoupají zvolna pod úhlem 3°, vnitřní jsou strmější a terasovité. Terasy vznikly sesuvy půdy. Z centrální části kráteru vystupují vrcholky vysoké 1 200 m, které jsou tvořeny horninami bohatými na olivín. Ploché dno kráteru má průměr 55 km.
Od kráteru směřují sítě malých sekundárních kráterů o průměru až 1 km. Vzniklé paprsky, pozorovatelné dobře v době kolem úplňku, jsou o něco tmavší než paprsky kolem mladšího kráteru Tycho. Důvodem je delší působení slunečního záření a mikrometeoritů na vyvržené horniny.